# 31 a.C.
Il 31 a.C. (XXXI a.C. in numeri romani) è un anno  del I secolo a.C.

## Eventi
- 2 settembre - Battaglia di Azio di fronte alle coste del Peloponneso: Giulio Cesare Ottaviano distrugge la flotta di Marco Antonio e Cleopatra

## Nati
- Aristobulo, principe († 7 a.C.)

## Morti
- Artavaside II, sovrano armeno
- Bogud, re
- Lucio Calpurnio Bibulo, militare e scrittore romano
- Gneo Domizio Enobarbo, politico e militare romano
- Gaio Cassio Parmense, scrittore romano (n. 74 a.C.)
- Tarcondimoto, re